# Lucha Underground Trios Championship
Der Lucha Underground Trios Championship ist ein Titel der Wrestling-Fernsehsendung Lucha Underground. Wie im Lucha Libre gemeinhin üblich, handelt es sich um die mexikanische Variante eines Tag-Team-Championships, der hier jedoch an drei Wrestler, also ein Trio, vergeben wird. Derzeitige Titelträger sind Dante Fox, Killshot und The Mack.

## Geschichte
In der 20. Folge der 1. Staffel kündigte Promotion-Leiter Dario Cueto (dargestellt von Luis Fernandez-Gil) an, die Traditionen des Lucha Libre in Bezug auf die Trios ehren zu wollen und stellte erstmals den Lucha Underground Trios Championship vor. Ab der folgenden Episode sollte ein Wettkampf um den Titel stattfinden. In Folge 21 besiegte das Team um Big Ryck, Killshot und The Mack Pentagón Jr., Sexy Star und Super Fly. In der zweiten Woche besiegten Angélico, Ivelisse und Son of Havoc Aero Star, Dragon und Fénix. Eine Woche später stellte Cueto ein Team zusammen: King Cuerno, Cage und El Texano Jr. besiegten den amtierenden Lucha Underground Champion Prince Puma sowie seine Teampartner Johnny Mundo und Hernandez. Es folgte eine komplette Folge (S01E24) mit dem Finale des Wettbewerbs. Angélico, Ivelisse und Son of Havoc besiegten in einem Three Way Dance die beiden anderen Teams, doch mussten sich anschließend auch noch The Crew (Bael, Mr. Cisco und Cortez Castro) stellen. Sie konnten jedoch aller Widrigkeiten zum Trotz den Titel gewinnen und wurden damit die ersten Lucha Underground Trios Champions.
Sie verteidigten ihren Titel erfolgreich in Episode 28 in einem Ladder Match gegen The Crew und in Episode 30 gegen ein Team bestehend aus Big Ryck, Cage und Delavar Daivari. Im Finale der Staffel, dem Event Ultima Luch, unterlagen sie The Disciples of Death (Barrio Negro, El Sinestro de la Muerte und Trece).
In der zweiten Staffel konnten Angélico, Ivelisse und Son of Havoc den Titel in Episode 8 wieder zurückerlangen, verloren es jedoch wieder in Episode 14 gegen ein Team bestehend aus Dragon Azteca Jr., Prince Puma sowie Rey Mysterio. Auch dieses Team hielt den Titel nicht lange und verlor kurz darauf gegen Jack Evans, Johnny Mundo und PJ Black. Im Finale der Staffel, bei Ultima Lucha II, wurden Aero Star, Drago und Fénix neue Titelträger.
In der folgenden Staffel gewann zunächst der Reptile Tribe den Titel von Aero Star, Drago und Fénix. Sie behielten den Titel die gesamte Staffel, verloren ihn aber bei Ultima Lucha Tres gegen Killshot, The Mack und Dante Fox.
Da Dante Fox bei der nächsten Titelverteidigung nicht erschien, wurde er in der vierten Staffel durch Son of Havoc ersetzt. Das Team verlor den Titel schließlich gegen eine zweite Ausgabe des Reptile Tribe, der nun aus Kobra Moon, Daga und Jeremiah Snake besteht.

## Titelchronologie
Wie im Wrestling üblich, richten sich die Länge des Championship nach der real vergangenen Zeit, nicht nach der Erzählzeit der Fernsehserie. Daher wurden die Tage durch die Aufnahmezeitpunkte ermittelt.
| # | Champion                                                                  | Nr. | Tage | Datum des Titelgewinns | Datum der Ausstrahlung | Episode                                               | Bemerkung |
| - | ------------------------------------------------------------------------- | --- | ---- | ---------------------- | ---------------------- | ----------------------------------------------------- | --- |
| 1 | Angélico, Ivelisse und Son of Havoc                                       | 1   | 69   | 8. Februar 2015        | 8. April 2015          | Trios Champions (S01E24)                              | Finale eines Turniers um den Championtitel |
| 2 | The Disciples of Death (Barrio Negro, El Sinestro de la Muerte und Trece) | 1   | 218  | 18. April 2015         | 28. Juli 2015          | Ultima Lucha (S01E39)                                 | |
| 3 | Angélico, Ivelisse und Son of Havoc                                       | 2   | 49   | 22. November 2015      | 16. März 2016          | Life After Death (S02E08)                             | |
| 4 | Dragon Azteca Jr., Prince Puma und Rey Mysterio                           | 1   | 7    | 10. Januar 2016        | 27. April 2016         | Cage in a Cage (S02E14)                               | Ein Four-Way-Elimination-Match inklusive den vorherigen Titelträgern gegen Fenix, Jack Evans und PJ Black sowie Cortez Castro, Joey Ryan und Mr. Cisco. |
| 5 | Jack Evans, Johnny Mundo und PJ Black                                     | 1   | 14   | 17. Januar 2016        | 25. Mai 2016           | Enter the Mundo (S02E18)                              | |
| 6 | Aero Star, Drago und Fénix                                                | 1   | 97   | 31. Januar 2016        | 20. Juli 2016          | Ultima Lucha Dos (S02E24)                             | |
| 7 | The Reptile Tribe (Drago (2), Green Reptile und Luchasaurus               | 1   | 50   | 7. Mai 2016            | 7. Juni 2017           | Lucha Underground                                     | Drago pinnte in einem Titelmatch seinen eigenen Teampartner Aero Star.                                                                                  |
| 8 | Dante Fox, Killshot und The Mack                                          | 1   | 608  | 26. Juni 2016          | 11. Oktober 2017       | Ultima Lucha III                                      | |
| 9 | Dante Fox (2), Killshot (2) und Son of Havoc (3)                          | 1   | 13   | 24. Februar 2018       | 13. Juni 2018          | Lucha Underground                                     | Dante Fox erschien zu einer Titelverteidigung nicht und wurde durch Son of Havoc ersetzt.                                                               |
| 9 | The Reptile Tribe (Kobra Moon, Draga und Jeremiah Snake)                  | 1   | 9    | 9. März 2018           | 15. August 2018        | Lucha Underground                                     | |
|   | eingestellt                                                               |     |      |                        |                        | Nach Ultima Lucha Cuatro wurde die Serie eingestellt. | |

## Statistik

### Teams
|  | Amtierende Champions |

| Rang | Team                                                                      | Anzahl | Tage |
| ---- | ------------------------------------------------------------------------- | ------ | ---- |
| 1    | Dante Fox, Killshot and The Mack                                          | 1      | 608  |
| 2    | The Disciples of Death (Barrio Negro, El Sinestro de la Muerte und Trece) | 1      | 218  |
| 3    | Angélico, Ivelisse und Son of Havoc                                       | 2      | 118  |
| 4    | Aero Star, Drago und Fénix                                                | 1      | 97   |
| 5    | The Reptile Tribe (Drago, Green Reptile und Luchasaurus)                  | 1      | 50   |
| 6    | Worldwide Underground (Jack Evans, Johnny Mundo und PJ Black)             | 1      | 14   |
| 7    | Killshot, The Mack und Son of Havoc                                       | 1      | 13   |
| 8    | The Reptile Tribe (Kobra Moon, Daga and Jeremiah Snake)                   | 1      | 9    |
| 9    | Dragon Azteca Jr., Prince Puma und Rey Mysterio                           | 1      | 7    |

### Einzelwrestler
|  | Amtierende Champions |

| Rang | Wrestler                 | Anzahl | Tage gesamt |
| ---- | ------------------------ | ------ | ----------- |
| 1    | Killshot                 | 2      | 621         |
| 1    | The Mack                 | 2      | 621         |
| 3    | Dante Fox                | 1      | 608         |
| 4    | Barrio Negro             | 1      | 218         |
| 4    | El Sinestro de la Muerte | 1      | 218         |
| 4    | Trece                    | 1      | 218         |
| 7    | Drago                    | 2      | 147         |
| 8    | Son of Havoc             | 3      | 131         |
| 9    | Angélico                 | 2      | 118         |
| 9    | Ivelisse                 | 3      | 118         |
| 11   | Aero Star                | 1      | 97          |
| 11   | Fénix                    | 1      | 97          |
| 13   | Pindar                   | 1      | 50          |
| 13   | Vibora                   | 1      | 50          |
| 15   | Jack Evans               | 1      | 14          |
| 15   | Johnny Mundo             | 1      | 14          |
| 15   | PJ Black                 | 1      | 14          |
| 18   | Kobra Moon               | 1      | 9           |
| 18   | Daga                     | 1      | 9           |
| 18   | Jeremiah Snake           | 1      | 9           |
| 21   | Dragon Azteca Jr.        | 1      | 7           |
| 21   | Prince Puma              | 1      | 7           |
| 21   | Rey Mysterio             | 1      | 7           |